# Negro di Banyoles

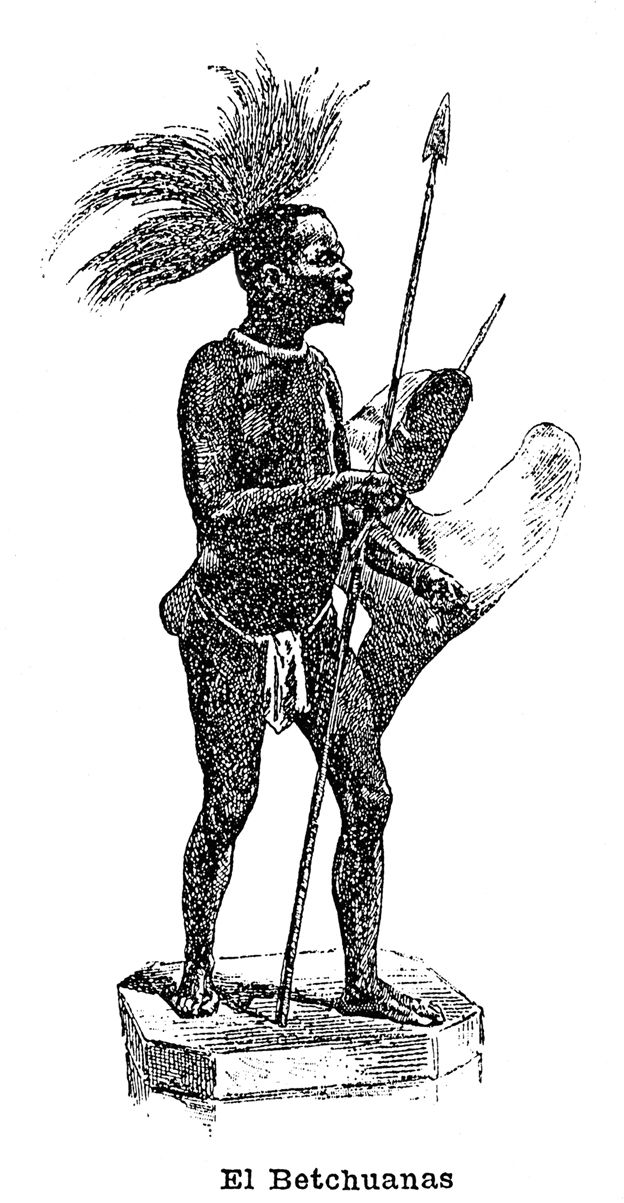
Il negro di Banyoles in un'illustrazione del 1888.

Il Negro di Banyoles (in catalano: Negre de Banyoles; in spagnolo: Bosquimano de Bañolas o Negro de Bañolas), spesso citato come El Negro, è stato un esempio controverso di tassidermia di un boscimano ed era una delle attrazioni principali del museo Darder di Banyoles, in Catalogna. Venne esposto fino al 2000, quando i resti dell'uomo vennero rimpatriati in Botswana per essere sepolti.

## Storia
Nel 1830, i tassidermisti francesi Jules ed Édouard Verreaux impagliarono il cadavere di un uomo appartenente ai San, anche noti come Boscimani, che dall'analisi dei denti doveva essere morto all'età di 27 anni circa. Nel 1916, venne acquistato dal museo Darder di Banyoles (Bañolas in spagnolo). Il corpo imbalsamato non fu soggetto a controversie fino al 29 ottobre 1991, quando Alphonse Arcelín, un dottore di origine haitiana che aveva vissuto a Cambrils, dove fu un consigliere del Partito dei Socialisti di Catalogna, scrisse una lettera al sindaco della città, Joan Solana, nella quale gli chiese di smettere di esporre i resti del boscimano. Questa richiesta attirò l'attenzione dei mezzi di comunicazione, che riportarono ampiamente la notizia.
Il primo passo per il ritorno del corpo imbalsamato in Botswana avvenne nel 1991, quando l'allora segretario dell'UNESCO, lo spagnolo Federico Mayor Zaragoza, ebbe un incontro con il sindaco di Banyoles. In seguito, quando Kofi Annan divenne il segretario generale dell'Organizzazione delle Nazioni Unite, egli si interessò alla questione e ne parlò con il sindaco.
Durante quel periodo, il boscimano divenne così famoso che era abbastanza comune che se ne facesse menzione negli annunci diplomatici. Alcuni governi africani appoggiarono pubblicamente Arcelín, che aveva inviato diverse lettere alla stampa e a vari capi di governo. La questione interessò varie associazioni dei musei internazionali in quanto queste temettero che i resti umani rimasti nei musei per la ricerca (come le mummie) dovessero essere riportati nei loro luoghi d'origine.
Nel 1997, la questione venne discussa in varie sessioni sia delle Nazioni Unite sia dell'Organizzazione per l'Unità Africana. In seguito, nel marzo dello stesso anno, il cadavere fu rimosso dal museo Darder. Molti abitanti di Banyoles e dintorni non furono contenti di questa rimozione, poiché per loro il Negro era come un "membro della loro famiglia".

### Ritorno in Africa
Il governo beciuano offrì una mano all'Organizzazione per l'Unità Africana in favore di una sepoltura appropriata del boscimano una volta che i resti fossero stati restituiti all'Africa. Di fronte alle richieste di ritiro del Negro, il 7 novembre del 1998, i residenti di Banyoles, attraverso l'associazione Amici dei Musei, presentarono al consiglio comunale 7300 firme contro la possibilità di rimpatrio della salma, affermando che non dovesse essere esibito ma che dovesse rimanere "a disposizione degli esperti".
Dopo mesi di polemiche e dopo aver rimosso il perizoma, la lancia, la pelle e la maschera che indossava, le spoglie mortali furono inviate al museo nazionale di antropologia di Madrid, dove furono rimossi tutti gli elementi aggiunti, come l'imbottitura (che aveva rimpiazzato gli organi interni), gli occhi, i capelli e i genitali. Si decise di rimuovere anche tutta la pelle, una scelta che venne assai criticata. Il cranio e il resto delle ossa furono spediti in una bara in Botswana e solo nel mese di ottobre vennero interrati nel parco nazionale di Tsholofelo, presso Gaborone, con gli onori finora riservati agli eroi nazionali. All'evento parteciparono dei rappresentanti della Spagna in Botswana e dell'Organizzazione per l'Unità Africana, nonché il personale dell'esercito e membri della società civile del paese.
Il museo Darder attualmente evita qualunque riferimento alla controversia del Negro di Banyoles e l'unica sua traccia all'interno del museo è un video muto in bianco e nero su un piccolo schermo al plasma, che permette ai visitatori di vedere come era l'uomo impagliato prima della sua rimozione.

## Nella cultura di massa
Vari libri hanno affrontato tale controversia, in particolare El negro e io (El Negro en ik) di Frank Westerman, nel quale viene affermato che anche il naturalista francese Georges Cuvier ne era a conoscenza.